# 上杉駅

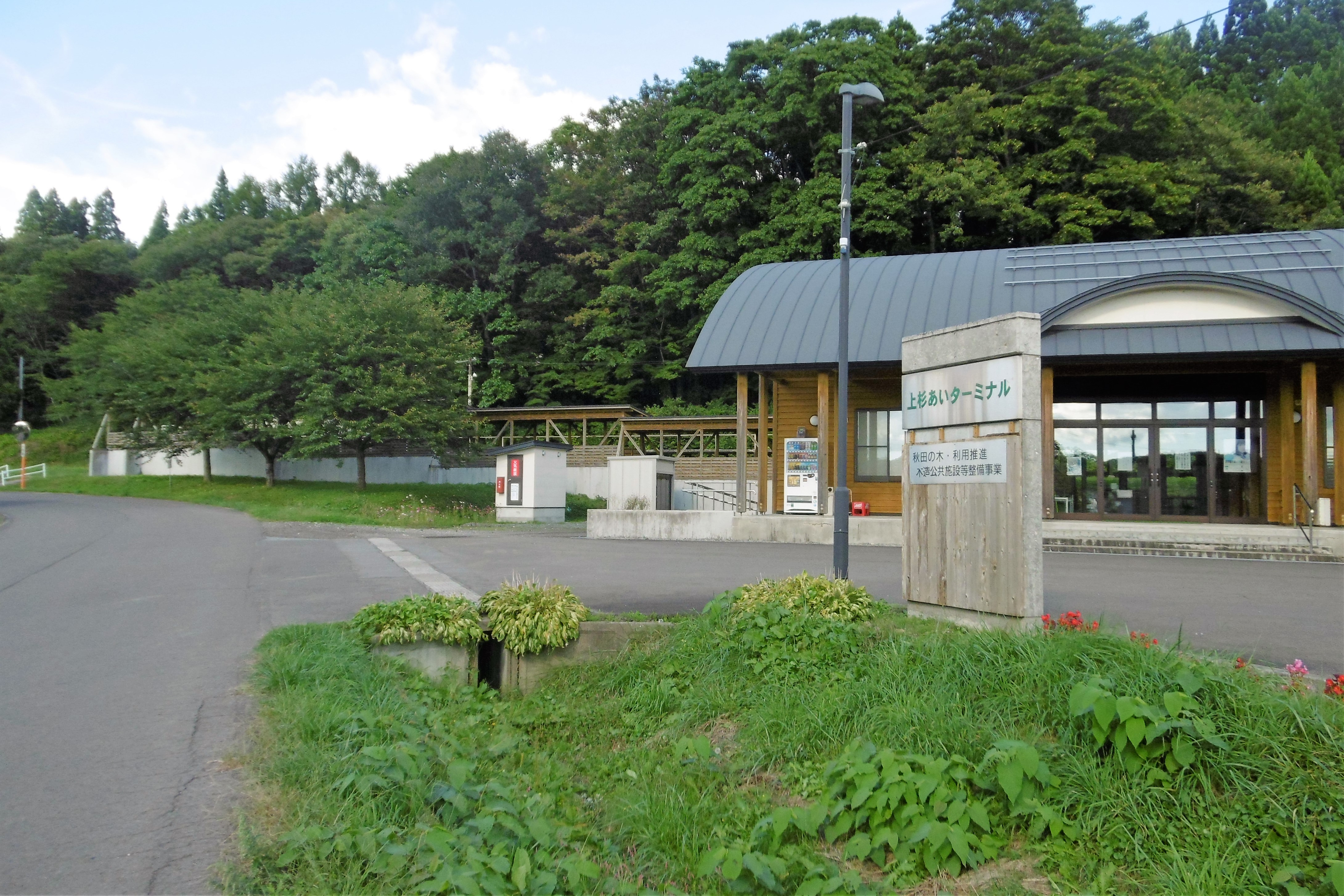
駅前

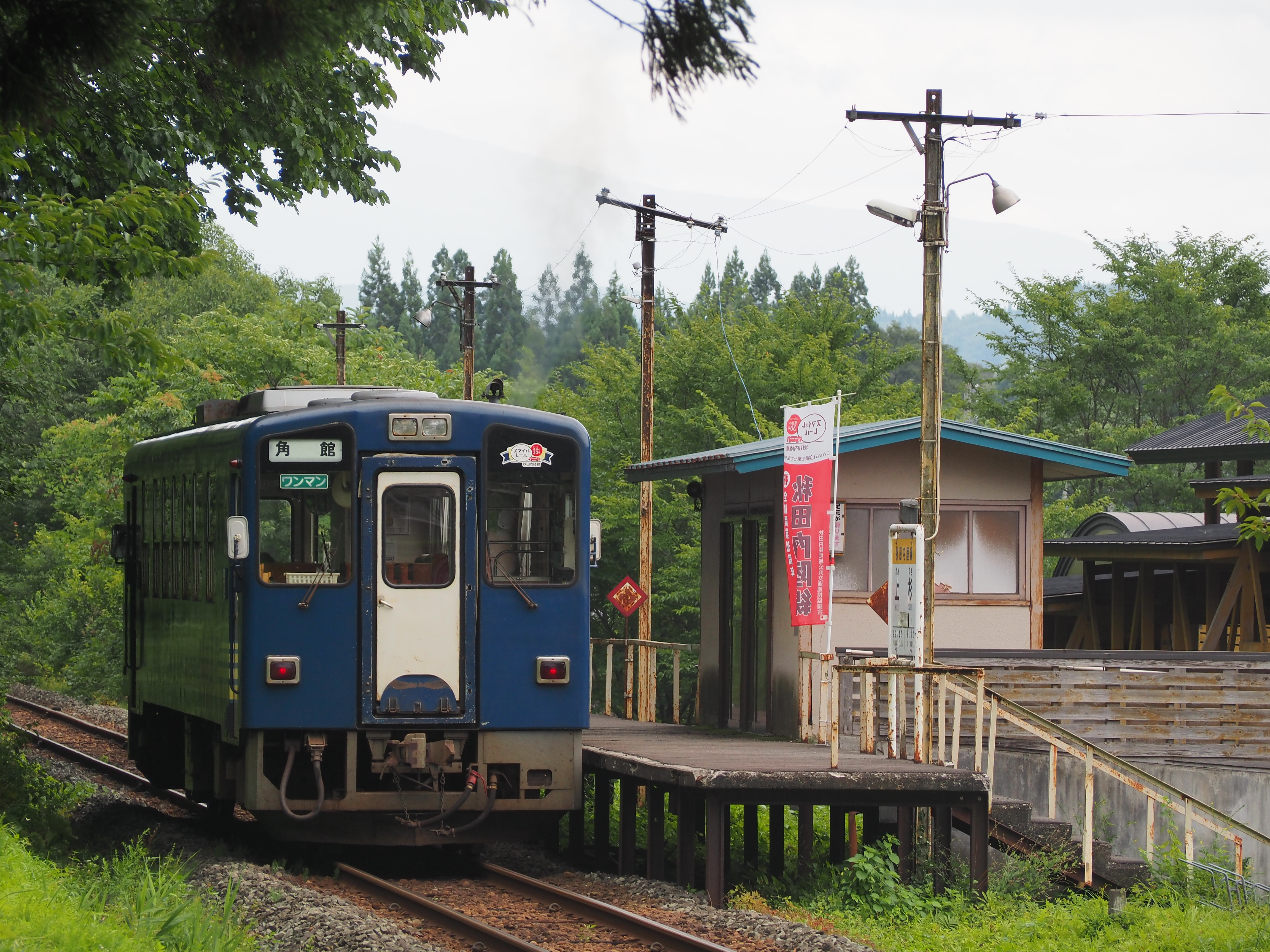
上杉駅に停車中のAN-8805

上杉駅（かみすぎえき）は、秋田県北秋田市上杉字相染岱にある、秋田内陸縦貫鉄道秋田内陸線の駅。

## 歴史
- 1965年（昭和40年）
  - 9月4日：国鉄が同年10月1日に開業することを発表[1]。
  - 9月30日：駅舎・ホームが未着工と判明し、開業を取り消し[1]。
  - 11月21日：国鉄阿仁合線の駅として北秋田郡合川町に開業[2]。旅客のみを取り扱う駅員無配置駅[3]。
- 1986年（昭和61年）11月1日：秋田内陸縦貫鉄道に転換[4]。

### 駅名の由来
当駅の所在する地名「上杉相染岱（かみすぎそうぜんたい）」より。
また、「うえすぎえき」等と間違えて読まれる場合があるが、正しい読み方は「かみすぎえき」と言う。

## 駅構造
単式ホーム1面1線を有する地上駅。無人駅で駅舎はないが待合所が設置されている。

## 利用状況
| 1日乗降人員推移 | 1日乗降人員推移 |
| 年度            | 1日平均人数     |
| --------------- | --------------- |
| 2016年          | 19              |
| 2017年          | 21              |
| 2018年          | 18              |

## 駅周辺
- 上杉簡易郵便局
- 北秋田市上杉あいターミナル（複合型施設）
- 秋田県道3号二ツ井森吉線
- 北秋田市立合川東小学校 - 2015年3月31日をもって閉校
- 八幡神社
- 阿仁川

## 隣の駅
秋田内陸縦貫鉄道
■秋田内陸線
□快速（上りのみ）・■普通
合川駅 - 上杉駅 - 米内沢駅